# فرودگاه وابودن واتر
فرودگاه وابودن واتر (به انگلیسی: Wabowden Water Aerodrome) یک فرودگاه همگانی است که یک باند فرود آب دارد. این فرودگاه در کشور کانادا قرار دارد و در ارتفاع ۲۲۷ متری از سطح دریا واقع شده است.